# Laurens De Vreese
Laurens De Vreese, né le 29 septembre 1988 à Gand, est un coureur cycliste belge.

## Biographie
En 2009, Laurens De Vreese court dans l'équipe continentale Profel Continental. Il gagne cette année-là le Circuit Het Nieuwsblad espoirs.
En 2010, il rejoint l'équipe amateur belge Beveren 2000. Il remporte le titre de Champion de Belgique sur route espoirs et le classement individuel de la Topcompétition U27,. À la fin de la saison, il est sélectionné pour participer au championnat du monde dans la catégorie espoirs (moins de 23 ans) à Melbourne, en Australie. Il prend la septième place de l'épreuve en ligne.
Il rejoint pour la saison 2011, l'équipe continentale professionnelle belge Topsport Vlaanderen-Mercator. Il réalise de loin le meilleur résultat de sa carrière en fin de saison 2012, en terminant deuxième de Paris-Tours, battu d'un fil par son compagnon d'échappée Marco Marcato.
En 2014, il court pour l'équipe Wanty-Groupe Gobert. En 2015, il est recruté par l'équipe kazakhe Astana.
Fin juillet, il est sélectionné pour représenter son pays aux championnats d'Europe de cyclisme sur route. Il s'adjuge à cette occasion la trente-neuvième place de la course en ligne.

## Palmarès
- 2009
  - Circuit Het Nieuwsblad espoirs
  - 2e de la Flèche ardennaise
- 2010
  - Vainqueur de la Topcompétition
  -  Champion de Belgique sur route espoirs
  - Classement général du Triptyque ardennais
  - 4e étape du Tour de la province de Liège
  - Zillebeke-Westouter-Zillebeke
  - 2e du Circuit Het Nieuwsblad espoirs
  - 3e de la Flèche ardennaise
  - 7e du championnat du monde sur route espoirs

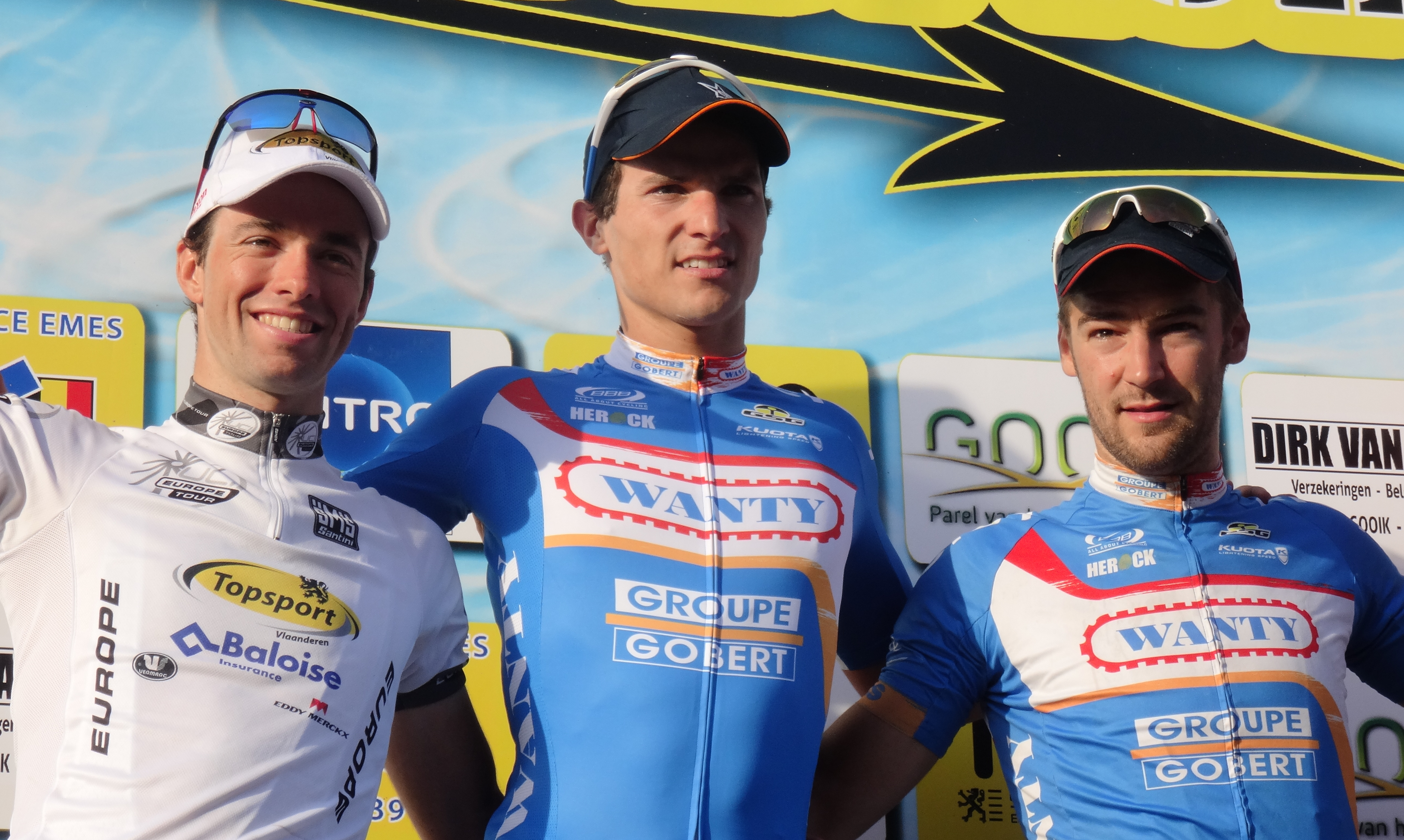
Podium de l'édition 2014 de la Gooikse Pijl : Tom Van Asbroeck (2e), Roy Jans (1er) et Laurens De Vreese (3e).

- 2012
  - 2e de Paris-Tours
- 2014
  - Wanzele Koerse
  - 3e de la Gooikse Pijl

### Résultats sur les grands tours

#### Tour d'Espagne
1 participation
- 2017 : 122e

## Classements mondiaux
| Année                                 | 2010 | 2011 | 2012 | 2013 | 2014 | 2015 | 2016 | 2017  | 2018  | 2019 | 2020  | 2021  |
| ------------------------------------- | ---- | ---- | ---- | ---- | ---- | ---- | ---- | ----- | ----- | ---- | ----- | ----- |
| UCI World Tour                        |      |      |      |      |      | nc   | nc   | 233e  | 312e  |      |       |       |
| Classement mondial                    |      |      |      |      |      |      | 462e | 853e  | 1625e | 869e | 1995e | 1588e |
| UCI Europe Tour                       | 332e | 461e | 200e | 267e | 319e |      | 483e | 1397e | 1969e | 632e | 1456e | 1118e |
| UCI Asia Tour                         | nc   | nc   | nc   | nc   | nc   |      | 379e | 519e  | nc    |      |       |       |
| UCI Oceania Tour                      | 35e  | nc   | nc   | nc   | nc   |      | nc   | nc    | nc    |      |       |       |
|                                       |      |      |      |      |      |      |      |       |       |      |       |       |
| Légende : nc = non classéSource : UCI |      |      |      |      |      |      |      |       |       |      |       |       |